# 何弘敬
何弘敬（806年—866年4月2日），字子肃。唐代靈州灵武（今寧夏灵武）人，父何進滔。唐朝后期的魏博節度使，死後，子何全皞繼位。

## 家世
九代祖何妥，在隋朝任国子祭酒，封襄城公，因称襄城公房。六代祖何令思，以中郎将统领飞骑军，破薛延陀于石堡城，与将军乔叔望、执失思力争功，为叔望所诬陷，和部曲八百人被贬迁于魏、相、贝三州。
- 高祖：何孝物，本州军校
- 曾祖：何俊，本州军校，赠左散骑常侍
- 祖父：何默，夏州衙前兵马使，检校太子宾客，试太常卿，赠太保
- 父亲：何进滔，魏博节度使、司徒、同中书门下平章事，赠太师
- 母亲：康氏，封卫国太夫人
- 夫人：武威安氏，累封燕国、魏国、楚国夫人，
- 有子五人：何全皞、何全肇、何全绰、何全昪、何全卿。女一人，嫁给南阳张氏，封庐江县君。

## 生平
生於元和元年（806年），娶武威安氏為妻。开成五年（840年）十一月，其父何进滔去世，何弘敬继任魏博节度使，唐文宗时，任御史中丞、御史大夫、赐上柱国勋。武宗時，奉詔為南面招討使，協同王元逵、劉沔、王茂元一起攻討澤潞劉稹，史稱“会昌伐叛”。唐懿宗時，官至同中书门下平章事（宰相），兼中书令，封楚国公。咸通六年（865年），册检校太尉兼中书令。不久卒。死後，以其子何全皞襲任魏博節度使。何氏子孙三代相继担任魏博節度使达四十余年。
1973年萬堤農場出土「何弘敬墓誌銘」，陰刻篆字“唐故魏博節度使檢校太尉兼中書令贈太師廬江何公墓誌銘”，今收藏於邯鄲碑林（邯鄲市叢臺公園西北）。

## 历任官职
- 太和四年（830年），任大理卿，任魏博副帅
- 太和六年（832年），加御史中丞
- 太和八年（834年），加上柱国
- 太和九年（835年），加御史大夫
- 开成五年（840年）十月，袭魏博节度使，唐武宗即位后，诏授游击将军、金吾卫将军同正
- 会昌元年（841年）六月，加金吾卫大将军
- 会昌二年（842年），加银青光禄大夫、检校户部尚书
- 会昌三年（843年），昭义节度使留后刘稹拒绝入朝，起兵反抗，何弘敬充东西招讨泽潞使，与成德军节度使王元逵等一起征讨。
- 加检校尚书右仆射
- 会昌四年（844年）六月，泽潞等五州被平定，何弘敬加金紫、检校尚书左仆射、同中书门下平章事、进封庐江郡开国公，食邑二千户
- 会昌六年（846年），唐宣宗即位，加检校司空
- 大中五年（851年），母亲卫国太夫人康氏去世，除丧后，加光禄大夫、检校司徒、同平章事
- 拜太子太保、检校司徒、同平章事如故
- 加太子太傅
- 大中十三年（859年）八月，唐懿宗即位，九月，加兼侍中
- 加中书令，进封楚国公，食邑三千户
- 咸通六年（865年），册拜检校太尉兼中书令，二月十四日乙丑（3月14日），去世，年六十，赠太师。然而根据任乃宏著《晚唐魏博节度使何弘敬生卒年小考》，乃卒于咸通七年三月十三日（866年4月2日）。